# أثر جائحة فيروس كورونا على الحياة الاجتماعية
الأثر الاقتصادي والاجتماعي لجائحة فيروس كورونا 2019–20 تجاوز انتشار المرض والجهود الرامية إلى عزله، حيث ظهرت تقارير واسعة النطاق عن نقص في الإمدادات من الأدوية، والسلع المصنعة بسبب تعطل المصانع في الصين، مع بعض المناطق (مثل إيطاليا وهونج كونج) التي شهدت عمليات شراء كبير نتيجة الذعر والهلع وما يترتب على ذلك من نقص في المواد الغذائية وغيرها من المواد الغذائية الأساسية البقالة، تحذر صناعة التكنولوجيا على وجه الخصوص من تأخيرات شحنات البضائع الإلكترونية.
تم إقالة عدد من مسؤولي الحزب الشيوعي الصيني على مستوى المقاطعة بسبب تعاملهم مع جهود الحجر الصحي في وسط الصين، في إشارة إلى عدم الرضا عن استجابة المؤسسة السياسية لتفشي المرض في تلك المناطق، من المحتمل أن يكون ذلك في خطوة لحماية الأمين العام للحزب الشيوعي شي جين بينغ من غضب الناس من تفشي فيروس كورونا، اقترح بعض المعلقين أن الاحتجاج على المرض قد يكون احتجاجًا نادرًا على الحزب الشيوعي الصيني، بالإضافة إلى ذلك، زادت الاحتجاجات في منطقة هونغ كونغ الإدارية الخاصة بسبب المخاوف من الهجرة من البر الرئيسي للصين، كما أعربت تايوان عن قلقها إزاء إدراجها في أي حظر للسفر يشمل جمهورية الصين الشعبية بسبب «سياسة الصين الواحدة» ووضعها السياسي المتنازع عليه، أبعد من ذلك لم يستطع أمين الخزانة الأسترالي الوفاء بتعهده بالحفاظ على فائض مالي بسبب تأثير الفيروس التاجي على الاقتصاد، يستخدم عدد من الدول تفشي المرض لإظهار دعمهم للصين، كما حدث عندما قام رئيس وزراء كمبوديا هون سن بزيارة خاصة إلى الصين بهدف إظهار دعم كمبوديا للصين في مكافحة تفشي الوباء.
من المتوقع أن يكون لأستراليا والبر الرئيسي للصين وهونج كونج أكثر الآثار الاقتصادية المباشرة الناجمة عن الاضطراب، حيث أن هونج كونج في حالة ركود بالفعل بعد فترة طويلة من الاحتجاجات المستمرة منذ عام 2019 ومن المتوقع على نطاق واسع أن تكون أستراليا في حالة الركود مع انكماش الناتج المحلي الإجمالي بنسبة 0.2% إلى 0.5% لعام 2020، ولكن مورغان ستانلي يتوقع أن ينمو اقتصاد الصين بنسبة تتراوح بين 5.6% (سيناريو أسوأ الحالات) إلى 5.9% لعام 2020، نظرًا لأن البر الرئيسي للصين يعتبر اقتصادًا رئيسيًا ومركزًا للتصنيع، فقد شوهد تفشي الفيروس يشكل تهديدًا كبيرًا لزعزعة الاستقرار للاقتصاد العالمي توقع Agathe Demarais من وحدة المعلومات الاقتصادية أن تظل الأسواق متقلبة حتى تظهر صورة أوضح حول النتائج المحتملة، قدّر بعض المحللين أن التداعيات الاقتصادية للوباء على النمو العالمي يمكن أن تتفوق على تداعيات السارس، الدكتور بانوس كوفيليس مدير «مركز بوينغ» في جامعة واشنطن في سانت لويس، يقدر تأثير 300 مليار دولار على سلسلة التوريد العالمية التي قد تستمر لمدة عامين، ذُكر أن منظمة الدول المصدرة للنفط «تدخلت» بعد الانخفاض الحاد في أسعار النفط بسبب انخفاض الطلب من الصين، انخفضت أسواق الأسهم العالمية في 24 فبراير 2020 بسبب الارتفاع الكبير في عدد حالات COVID-19 خارج البر الرئيسي للصين، بحلول 28 فبراير 2020، شهدت أسواق الأسهم في جميع أنحاء العالم أكبر انخفاضات في أسبوع واحد منذ الأزمة المالية في عام 2008، انهارت أسواق الأسهم في 9 مارس 2020، مع انخفاضات في مؤشرات العالم الرئيسية مع انتشار الوباء، يتم إلغاء أو تأجيل المؤتمرات والفعاليات العالمية عبر التكنولوجيا والأزياء والرياضة وغيرها، في حين أن التأثير النقدي على صناعة السفر والتجارة لم يتم تقديره بعد، فمن المرجح أن يكون بالملايين أو أكثر.

## خلفية
تزامن الوباء مع تشونيون، وهو موسم سفر رئيسي مرتبط بعطلة رأس السنة الصينية الجديدة، ألغت الحكومات الوطنية والإقليمية عددًا من الأحداث التي شاركت فيها حشود كبيرة، بما في ذلك مهرجانات رأس السنة السنوية، حيث أغلقت الشركات الخاصة بشكل مستقل متاجرها ومعالمها السياحية مثل ديزني لاند هونج كونج وشانغهاي ديزني لاند، تم إغلاق العديد من أحداث السنة القمرية الجديدة ومناطق الجذب السياحي لمنع التجمعات الجماهيرية، بما في ذلك المدينة المحرمة في بكين ومعارض المعابد التقليدية، في 24 من 31 مقاطعة وبلدية ومنطقة في الصين، مددت السلطات عطلة رأس السنة الميلادية إلى 10 فبراير، حيث أصدرت تعليمات لمعظم أماكن العمل بعدم إعادة فتحها حتى ذلك التاريخ، مثلت هذه المناطق 80% من الناتج المحلي الإجمالي للبلاد و 90% من الصادرات، رفعت هونغ كونغ مستوى الاستجابة للأمراض المعدية إلى أعلى مستوى وأعلنت حالة الطوارئ، وأغلقت المدارس حتى مارس وألغت احتفالاتها بالعام الجديد.
ارتفع الطلب على معدات الحماية الشخصية 100 ضعف، وفقاً للمدير العام لمنظمة الصحة العالمية تيدروس أدهانوم، وقد أدى هذا الطلب إلى زيادة في الأسعار تصل إلى عشرين ضعف السعر العادي وكذلك التأخير المستحدث في توريد المستلزمات الطبية لمدة تتراوح بين أربعة وستة أشهر.

## سوق الأوراق المالية

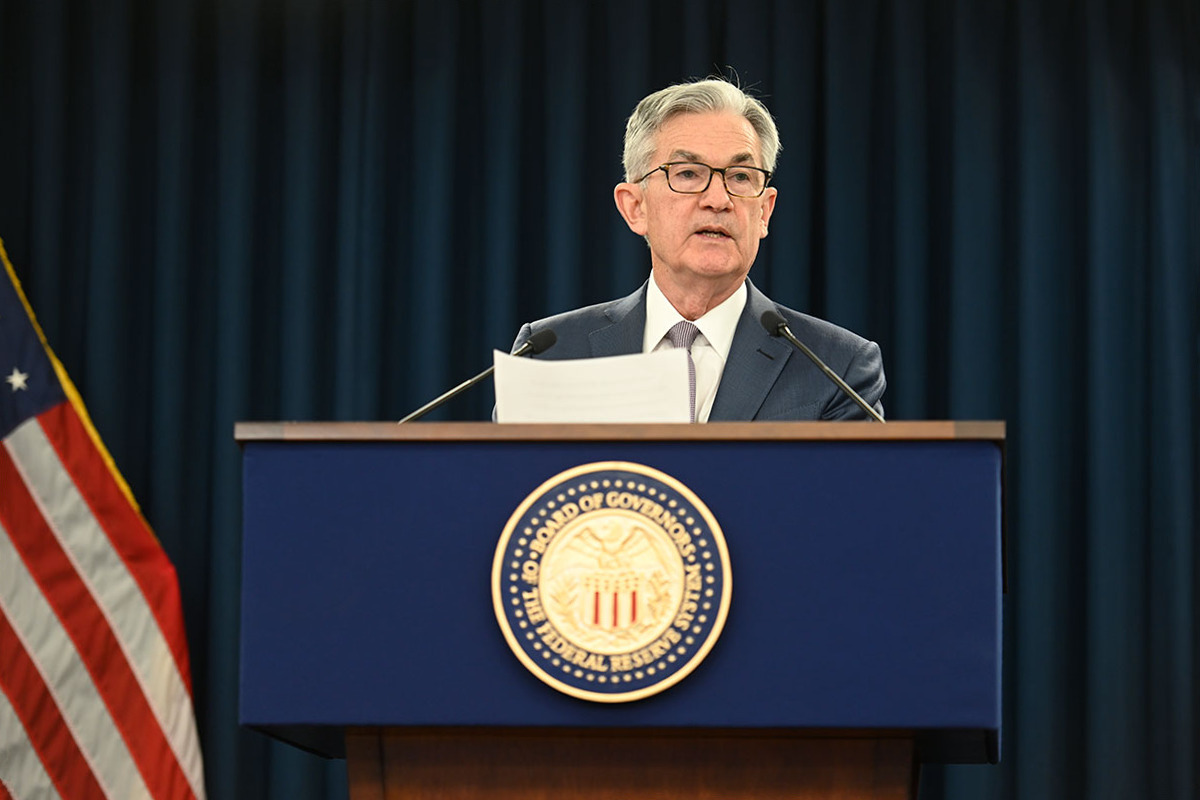
أعلن رئيس مجلس الاحتياطي الفيدرالي جيروم باول عن تخفيض بمقدار 50 نقطة أساس في سعر الفائدة على الأموال الفيدرالية في 3 مارس 2020 في ضوء «المخاطر الناشئة على النشاط الاقتصادي» من فيروس كورونا

في يوم الاثنين 24 فبراير 2020، انخفض مؤشر داو جونز الصناعي ومؤشر فاينانشال تايمز 100 بأكثر من 3% حيث انتشر انتشار فيروس كورونا بشكل كبير خارج الصين خلال عطلة نهاية الأسبوع، يأتي هذا بعد انخفاض مؤشرات البورصة بحدة في أوروبا بعد الانخفاضات الحادة في جميع أنحاء آسيا، انخفض كل من DAX و CAC 40 و IBEX 35 بنسبة 4% تقريبًا وهبط مؤشر FTSE MIB بأكثر من 5٪. كان هناك انخفاض كبير في سعر النفط وزيادة كبيرة في سعر الذهب، إلى أعلى مستوى في 7 سنوات، بسبب المخاوف المتصاعدة بشأن تفشي فيروس كورونا، سجلت مختلف مؤشرات سوق الأسهم الأمريكية بما في ذلك NASDAQ-100 ومؤشر S&P 500 ومؤشر داو جونز الصناعي أكبر انخفاضات منذ عام 2008، حيث انخفض مؤشر داو جونز بمقدار 2,013 نقطة أكبر انخفاض في يوم واحد منذ الأزمة المالية لعام 2008، في 28 فبراير 2020، سجلت أسواق الأسهم في جميع أنحاء العالم أكبر انخفاضات في أسبوع واحد منذ الأزمة المالية لعام 2008.
في 27 فبراير، أشار رئيس البنك المركزي الأوروبي كريستين لاجارد إلى أنه بينما كان البنك المركزي الأوروبي يراقب انتشار المرض، فإنه لم يتسبب بعد في تأثير طويل الأجل على التضخم، وبالتالي لم يتطلب حتى الآن استجابة للسياسة النقدية في 28 فبراير، محافظ بنك إنجلترا السابق مارك كارني أن الاقتصاد البريطاني (الذي شهد ركودًا وتراجعًا في تصنيع السيارات في الربع الرابع من عام 2019) قد تأثر بتفشي المرض لأنه يعتمد اعتمادًا كبيرًا على عائدات السياحة وخطوط توريد التصنيع الدولية. في نفس اليوم صرح رئيس مجلس الاحتياطي الفيدرالي جيروم باول أن اندلاع المرض كان يشكل «مخاطر متنامية على النشاط الاقتصادي» وأن الاحتياطي الفيدرالي سوف يستخدم السياسة النقدية «للعمل حسب الاقتضاء لدعم الاقتصاد» ولكن «أساسيات الولايات المتحدة الاقتصاد لا يزال قويا». في 1 مارس صرح محافظ بنك اليابان هاروهيكو كورودا أن بنك اليابان «سوف يسعى جاهداً لتحقيق الاستقرار في الأسواق وتقديم سيولة كافية عبر عمليات السوق وشراء الأصول»، وأعلن بنك اليابان لاحقًا أنه سيعيد شراء ما يصل إلى billion 500 مليار (4.6 مليار دولار) من السندات الحكومية.

## أسعار النفط
أثر انخفاض الطلب على السفر وقلة نشاط المصانع بسبب تفشي المرض بشكل كبير على الطلب على النفط، مما تسبب في انخفاض سعره. في منتصف فبراير توقعت وكالة الطاقة الدولية أن يكون نمو الطلب على النفط في عام 2020 هو الأصغر منذ عام 2011. تراجع الطلب الصيني أدى إلى اجتماع لمنظمة الدول المصدرة للنفط لمناقشة خفض محتمل في الإنتاج لموازنة الخسارة في الطلب، توصلت المنظمة في البداية إلى اتفاق مبدئي لخفض إنتاج النفط بمقدار 1.5 مليون برميل يوميًا عقب اجتماع في فيينا في 5 مارس 2020، مما يرفع مستويات الإنتاج إلى أدنى مستوياتها منذ حرب العراق.
ومع ذلك في 8 مارس 2020، أعلنت المملكة العربية السعودية بشكل غير متوقع أنها ستقوم بدلاً من ذلك بزيادة إنتاج النفط الخام وبيعه بسعر مخفض (6-8 دولارات للبرميل) للعملاء في آسيا والولايات المتحدة وأوروبا، بعد انهيار المفاوضات، حيث رفضت روسيا دعوات لخفض الإنتاج، قبل الإعلان انخفض سعر النفط بأكثر من 30% منذ بداية العام، وبعد إعلان المملكة العربية السعودية انخفض بنسبة 30% أخرى، على الرغم من انتعاشه لاحقًا إلى حد ما، شهد خام برنت الذي اعتاد تسعير ثلثي إمدادات النفط الخام في العالم، أكبر انخفاض منذ حرب الخليج عام 1991 في ليلة 8 مارس.
وفي يوم 20 أبريل 2020 شهدت أسعار خام غرب تكساس انخفاضاً تاريخياً إلى أدنى مستوى له منذ فبراير 2016،، حيث وصلت إلى ما دون الصفر دولار لأول مرة في التاريخ وحتى -37 دولار للبرميل، مما يعني أن على البائعين أن يدفعوا للمشترين لقاء تسلمهم للنفط وتخزينه، وذلك تحت ضغط زيادة الإنتاج وتراكم المخزون وضغط حرب الأسعار بين روسيا والسعودية. وكان لها تأثير خاص على المنتجين الأمريكيين من النفط الصخري.